# Leonel Ucha
Ladislau Leonel Ucha Alves (ur. 9 maja 1988 w Lizbonie) – piłkarz z Gwinei Bissau grający na pozycji prawoskrzydłowego. Od 2022 jest zawodnikiem klubu CD Cova da Piedade.

## Kariera klubowa
Swoją karierę piłkarską Ucha rozpoczął w klubie Casa Pia AC, w którym zadebiutował w sezonie 2006/2007 w czwartej lidze portugalskiej. Następnie grał w takich klubach jak: CD Olivais (2007-2009), CD Operário (2009-2010), CD Tondela (2010-2011), CD Mafra (2011-2012), Sertanense FC (2012-2013), Académico de Viseu (2013-2014), Clube Oriental de Lisboa (2014-2015), SCU Torreense (2015), ponownie Oriental (2016), cypryjski Pafos FC (2016-2017), francuski US Lusitanos Saint-Maur (2017-2018), SU Sintrense (2018-2019), ponownie Torreense (2019-2020) i AC Marinhenhse (2021). W 2022 przeszedł do CD Cova de Piedade.

## Kariera reprezentacyjna
W reprezentacji Gwinei Bissau Ucha zadebiutował 10 czerwca 2017 w wygranym 3:0 meczu kwalifikacji do Pucharu Narodów Afryki 2019 z Namibią, rozegranym w Bissau. W 2022 roku został powołany do kadry na Puchar Narodów Afryki 2021. Na tym turnieju wystąpił w dwóch meczach grupowych: z Egiptem (0:1) i z Nigerią (0:2).